# بیمارستان غدیر (تهران)
کلان بیمارستان غدیر بیمارستانی است درمانی واقع در شهر تهران، استان تهران وابسته به دانشگاه علوم پزشکی شهید بهشتی است.
کلان بیمارستان غدیر دومین کلان بیمارستان بعد ا از بیمارستان حضرت مهدی در تهران است که با زیربنای ۶۲ هزار متر مربع در پنج بلوک و ۱۳ طبقه با ظرفیت ۸۲۱ تخت در تراز و استانداردهای جهانی از جمله اتاق عمل‌های جراحی هوشمند با ۲۴ تخت، بخش‌های ویژه CCU،NICU ،ICU، زایمان LDR، اورژانس پیشرفته مجهز به هلی‌پورت هوایی، آنژیوگرافی مغز، تصویر برداری، دیالیز فیزیوتراپی درمانگاه‌های فوق تخصصی، آزمایشگاه بخش‌های بستری زنان و مردان و کودکان است.
این بیمارستان مجهز به پیشرفته‌ترین هلی پورت اورژانس با قابلیت ارتباط با سازمان هواپیمایی کشوری و اورژانس کشور است که از طریق آن مصدومان در کمترین زمان با بالگرد به این بیمارستان منتقل می‌شوند.
با افتتاح این کلان بیمارستان مدرن ۸۲۱ تخت مجهز به مدار ارائه خدمات درمانی کشور افزوده خواهد شد.